# Tillbaka till framtiden-trilogin
Tillbaka till framtiden (engelska: Back to the Future) är en actionkomedi med Michael J Fox i huvudrollen, regisserad av Robert Zemeckis och producerad av Steven Spielberg.

## Filmer i serien
| Titel                           | Årtal |
| ------------------------------- | ----- |
| Tillbaka till framtiden         | 1985  |
| Tillbaka till framtiden del II  | 1989  |
| Tillbaka till framtiden del III | 1990  |

### Fotnoter
1. ↑  Kajsa Haidl (23 oktober 2015). ”Donald Trump inspirerade till ”Tillbaka till framtiden”-karaktär”. Svensk filmdatabas. http://www.dn.se/kultur-noje/musik/donald-trump-inspirerade-till-tillbaka-till-framtiden-karaktar/. Läst 1 oktober 2016.